# Pelecanoides
Pelecanoides (Alkstormvogeltjes) is een geslacht van vogels uit de familie stormvogels en pijlstormvogels en de orde Procellariiformes (Buissnaveligen). De vier soorten lijken sterk op elkaar met kleine verschillen in het kleurenpatroon en de vorm van de snavel. Het Chileens alkstormvogeltje is een op wereldschaal bedreigde diersoort. 

## Taxonomie
Zoals de naam al aangeeft, lijken de alkstormvogeltjes sterk op alken. Deze overeenkomst in vorm heeft te maken met hun manier van voedsel zoeken. Dat doen ze net als alken duikend achter visjes aan. De meeste stormvogelachtigen zijn echter uitgesproken vliegers zijn die zich ver op zee wagen, terwijl de alkstormvogeltjes zich meer in kustwateren ophouden. Genetisch zijn ze het meest verwant met de stormvogels (orde Procellariiformes) en niet met de alken, die tot de orde van de steltloperachtigen behoren. De overeenkomst is dus een voorbeeld van convergente evolutie.

## Soorten
Dit geslacht bevat de volgende vier soorten:
- Pelecanoides garnotii – Chileens alkstormvogeltje
- Pelecanoides georgicus – Zuid-Georgisch alkstormvogeltje
- Pelecanoides magellani – Magelhaenalkstormvogeltje
- Pelecanoides urinatrix – Alkstormvogeltje